# Francesco Munzi
Francesco Munzi (Rome, 1969) is een Italiaans filmregisseur en scenarioschrijver.

## Biografie
Francesco Munzi werd in 1969 geboren in Rome en studeerde af in de politieke wetenschappen. Vervolgens behaalde hij in 1998 zijn regisseursdiploma aan de nationale filmschool Centro Sperimentale di Cinematografia. Na enkele korfilms en documentaires maakte Munzi in 2004 zijn regiedebuut met de film Saimir die in première ging op het filmfestival van Venetië in de sectie Orizzonti. De film werd bekroond op het filmfestival met een Menzione speciale del Premio Luigi De Laurentiis Opera Prima, kreeg twee nominaties bij de Premi David di Donatello en ontving de Nastro d'Argento voor beste beloftevolle regisseur. Zijn tweede film Il resto della notte ging in première op het filmfestival van Cannes 2008 in de sectie Quinzaine des Réalisateurs. In 2014 ging zijn derde film Anime nere in première op het 71ste filmfestival van Venetië waar hij een dertien minuten durend applaus kreeg. Behalve lovende kritieken werd de film ook genomineerd voor 16 David di Donatello-prijzen 2015 waarvan er 9 gewonnen werden. en hij won ook 3 Nastri d'Argento (beste scenario, productie en montage).

## Filmografie

### Korte films
- Valse (1992)
- Tre del mattino (1994)
- Nastassia (1996)
- L'età incerta (1998)
- Giacomo e Luo Ma (1999)

### Documentaires
- Van Gogh (1990)
- La disfatta (1994)
- Il neorealismo. Letteratura e cinema (1999)
- Assalto al cielo (2016)

### Films
- Saimir (2004)
- Il resto della notte (2008)
- Anime nere (2014)

## Prijzen en nominaties
De belangrijkste:
| Jaar | Prijs                    | Categorie                                     | Film       | Uitslag  |
| ---- | ------------------------ | --------------------------------------------- | ---------- | -------- |
| 2015 | Premi David di Donatello | Beste film                                    | Anime nere | Gewonnen |
| 2015 | Premi David di Donatello | Beste regie                                   | Anime nere | Gewonnen |
| 2015 | Premi David di Donatello | Beste scenario                                | Anime nere | Gewonnen |
| 2015 | Nastro d'argento         | Beste scenario                                | Anime nere | Gewonnen |
| 2014 | Filmfestival van Venetië | Premio Francesco Pasinetti voor beste film    | Anime nere | Gewonnen |
| 2014 | Filmfestival van Venetië | Premio Schermi di Qualità – Carlo Mazzacurati | Anime nere | Gewonnen |
| 2006 | Nastro d'argento         | Beste beloftevolle regisseur                  | Saimir     | Gewonnen |